# Гермелин
Гермелин (чеш. Hermelín — «горностай») — сорт мягкого жирного сыра с белой плесенью на поверхности, напоминающий французский камамбер, от которого он ведёт своё происхождение. Производится в Чехии из коровьего молока. Текстура мягкая, светлая, имеется плотная корочка.
Обычно подаётся в качестве закуски к вину, как правило белому, либо как самостоятельное блюдо (в том числе в жареном или запечённом виде). В маринованном виде: с чесноком, луком, перцем феферони и острым перцем, залитыми оливковым маслом («накладаны гермелин») — традиционная чешская закуска к пиву.